# Discografia de Bebe Rexha
A discografia de Bebe Rexha, uma cantora norte-americana, é composta por três extended plays (EPs), três álbuns e 19 singles (incluindo sete como artista convidada). Rexha lançou "I Can't Stop Drinking About You" como seu single de estreia em 2014, seguido por "I'm Gonna Show You Crazy", que foi certificado como Platina pela Swedish Recording Industry Association (GLF). Ambos os lançamentos foram incluídos em seu extended play de estreia, I Don't Wanna Grow Up (2015). Em 2015,  Rexha colaborou com G-Eazy para no single "Me, Myself & I", do rapper americano. O single obteve sucesso em todo o mundo e recebeu várias certificações de Platina em vários países.
Sucesso semelhante foi alcançado com os singles subsequentes, "In the Name of Love" (2016), com Martin Garrix, e "I Got You" (2016), que Rexha lançou em nome próprio. De fevereiro a agosto de 2017, o cantora lançou mais dois extended plays, All Your Fault: Pt. 1 e All Your Fault: Pt. 2. Este último gerou o single "Meant to Be", com a dupla country Florida Georgia Line, que é até hoje o single de maior sucesso de Rexha como artista principal, tendo sido um êxito em vários países. A música também está incluída em seu álbum de estreia, Expectations, que foi lançado em 22 de junho de 2018.
Ela também participou de vários singles de sucesso, incluindo "Take Me Home" (2013) de Cash Cash, "Hey Mama" (2015), "Say My Name" (2018) e "I'm Good (Blue) (2022), de David Guetta, "Back to You" (2017), de Louis Tomlinson, e "Call You Mine" (2019), do duo The Chainsmokers, possuindo créditos de composição escrita de créditos em várias músicas.

## Álbuns

### Álbuns de estúdio
| Álbum           | Detalhes do álbum                                                                                          | Melhores posições nas tabelas | Melhores posições nas tabelas | Melhores posições nas tabelas | Melhores posições nas tabelas | Melhores posições nas tabelas | Melhores posições nas tabelas | Melhores posições nas tabelas | Melhores posições nas tabelas | Melhores posições nas tabelas | Melhores posições nas tabelas | Certificações                                                  |
| Álbum           | Detalhes do álbum                                                                                          | EUA                           | ALE                           | AUS                           | BEL (FL)                      | CAN                           | HOL                           | IRL                           | NOR                           | SUI                           | UK                            | Certificações                                                  |
| --------------- | --- | ----------------------------- | ----------------------------- | ----------------------------- | ----------------------------- | ----------------------------- | ----------------------------- | ----------------------------- | ----------------------------- | ----------------------------- | ----------------------------- | -------------------------------------------------------------- |
| Expectations    | - Lançamento: 22 de junho de 2018 - Gravadora: Warner - Formato(s): CD, download digital, streaming        | 13                            | 55                            | 19                            | 53                            | 16                            | 58                            | 40                            | 35                            | 31                            | 33                            | - RIAA: Platina - MC: Platina - IFPI NOR: Platina - NVPI: Ouro |
| Better Mistakes | - Lançamento: 7 de maio de 2021 - Gravadora: Warner - Formato(s): CD, download digital, streaming, vinil   | 140                           | —                             | —                             | 57                            | —                             | —                             | —                             | —                             | —                             | —                             |                                                                |
| Bebe            | - Lançamento: 28 de abril de 2023 - Gravadora: Warner - Formato(s): CD, download digital, streaming, vinil | 132                           | —                             | —                             | 36                            | —                             | —                             | —                             | —                             | —                             | —                             |                                                                |

## Extended plays
| Título                | Detalhes do álbum                                                                                      |
| --------------------- | --- |
| I Don't Wanna Grow Up | - Data de lançamento: 12 de maio de 2015 - Gravadora: Warner Bros. - Formato(s): Download digital      |
| All Your Fault: Pt. 1 | - Data de lançamento: 17 de fevereiro de 2017 - Gravadora: Warner Bros. - Formato(s): Download digital |
| All Your Fault Pt. 2  | - Data de lançamento: 11 de agosto de 2017 - Gravadora: Warner Bros. - Formato(s): Download digital    |

## Singles

### Como artista principal
| Título                                                                | Ano  | Melhores posições atingidas | Melhores posições atingidas | Melhores posições atingidas | Melhores posições atingidas | Melhores posições atingidas | Melhores posições atingidas | Melhores posições atingidas |    |                                                                                           | Álbum                                |
| Título                                                                | Ano  | US                          | US Pop                      | BEL Flan.                   | AUS                         | FIN                         | NOR                         | SWE                         | UK | Certificações                                                                             | Álbum                                |
| --------------------------------------------------------------------- | ---- | --------------------------- | --------------------------- | --------------------------- | --------------------------- | --------------------------- | --------------------------- | --------------------------- | -- | ----------------------------------------------------------------------------------------- | ------------------------------------ |
| "I Can't Stop Drinking About You"                                     | 2014 | __                          | 31                          | —                           | —                           | —                           | —                           | —                           | —  | —                                                                                         | I Don't Wanna Grow Up                |
| "I'm Gonna Show You Crazy"                                            | 2014 | —                           | —                           | —                           | —                           | 17                          | 17                          | 30                          | —  | - : Platina                                                                               | I Don't Wanna Grow Up                |
| "Gone"                                                                | 2014 | —                           | —                           | —                           | 87                          | —                           | —                           | —                           | —  | —                                                                                         | Single sem álbum                     |
| "No Broken Hearts" (com participação de Nicki Minaj)                  | 2016 | ___                         | 30                          | 23                          | —                           | —                           | —                           | —                           | —  | —                                                                                         | Single sem álbum                     |
| "I Got You"                                                           | 2016 | 43                          | 17                          | 14                          | 73                          | —                           | —                           | 29                          | 91 | - : Ouro - : Ouro - : Ouro - : Ouro - : Ouro - : Ouro                                     | All Your Fault: Pt. 1 e Expectations |
| "F.F.F" (com participação de G-Eazy)                                  | 2017 | —                           | —                           | —                           | 72                          | —                           | —                           | —                           | —  | —                                                                                         | All Your Fault: Pt. 1                |
| "The Way I Are (Dance with Somebody)" (com participação de Lil Wayne) | 2017 | __                          | 34                          | —                           | 72                          | —                           | —                           | —                           | —  | —                                                                                         | All Your Fault: Pt. 2                |
| "Meant to Be" (com participação de Florida Georgia Line)              | 2017 | 2                           | 2                           | 16                          | 7                           | —                           | 5                           | 8                           | 11 | - : 3× Platina - : 2× Platina - : Platina - : 2× Platina - : Ouro - : 5× Platina - : Ouro | All Your Fault: Pt. 2 e Expectations |
| I'm a Mess"                                                           | 2018 | 36                          | 22                          | —                           | 48                          | —                           | —                           | —                           | 84 | —                                                                                         | Expectations                         |

### Como artista convidada
| Título                                                                                | Ano  | Melhores posições atingidas | Melhores posições atingidas | Melhores posições atingidas | Melhores posições atingidas | Melhores posições atingidas | Melhores posições atingidas | Melhores posições atingidas | Melhores posições atingidas | Certificações | Álbum              |
| Título                                                                                | Ano  | US                          | US Dance                    | AUS                         | AUT                         | GER                         | NZ                          | SCO                         | UK                          | Certificações | Álbum              |
| ------------------------------------------------------------------------------------- | ---- | --------------------------- | --------------------------- | --------------------------- | --------------------------- | --------------------------- | --------------------------- | --------------------------- | --------------------------- | --- | ------------------ |
| "Sink or Swim" (Pierce Fulton com participação de Bebe Rexha)                         | 2012 | —                           | —                           | —                           | —                           | —                           | —                           | —                           | —                           | | Single sem álbum   |
| "Take Me Home" (Cash Cash com participação de Bebe Rexha)                             | 2013 | 57                          | 6                           | 7                           | 63                          | 86                          | 28                          | 2                           | 5                           | - ARIA: Platina | Overtime           |
| "Hey Mama" (David Guetta com participação de Nicki Minaj, Bebe Rexha e Afrojack)      | 2014 | 8                           | 1                           | 5                           | 8                           | 9                           | 8                           | 9                           | 10                          | | Listen             |
| "Me, Myself & I" (G-Eazy com Bebe Rexha)                                              | 2015 | 7                           | —                           | 19                          | —                           | 7                           | 9                           | —                           | 13                          | - Estados Unidos: 3x Platina - Canadá: Platina - Austrália: Platina | When It's Dark Out |
| "In the Name of Love" (com participação de Martin Garrix)                             | 2016 | 24                          | 1                           | 8                           | 9                           | 14                          | 8                           | 11                          | 9                           | Polônia: 4x Platina Canadá: 3x Platina Itália: 3x Platina Suíça: 3x Platina Austrália: 2x Platina México: 2x Platina Espanha: 2x Platina Bélgica: Platina França: Platina Nova Zelândia: Platina Reino Unido: Platina Estados Unidos: Platina Alemanha: Ouro Dinamarca: Ouro | Single sem álbum   |
| "Back to You" (Louis Tomlinson com participação de Bebe Rexha e Digital Farm Animals) | 2017 | 40                          | —                           | 11                          | 21                          | 51                          | 12                          | 6                           | 8                           | - Austrália: Platina - Bélgica: Ouro - Canadá: Ouro - Itália: Ouro - Nova Zelândia: Ouro - Polônia: Ouro - Suécia: Ouro - Reino Unido: Prata | Single sem álbum   |
| "Girls" (Rita Ora com participação de Cardi B, Bebe Rexha e Charli XCX)               | 2018 | —                           | —                           | 52                          | —                           | 80                          | —                           | 18                          | 22                          | | Single sem álbum   |

### Singlespromocionais
| Ano  | Título                                         | Álbum             |
| ---- | ---------------------------------------------- | ----------------- |
| 2012 | "Ride Till You Die" (com participação de Voli) | Singles sem álbum |
| 2013 | "Comeback Kids"                                | Singles sem álbum |

## Outras aparições
| Título                        | Ano  | Artista                | Álbum                          |
| ----------------------------- | ---- | ---------------------- | ------------------------------ |
| "Yesterday"                   | 2014 | David Guetta           | Listen                         |
| "This Is Not a Drill"         | 2014 | Pitbull                | Globalization                  |
| "Dare You" (acoustic version) | 2015 | Hardwell, Matthew Koma | United We Are                  |
| "Jingle Bells"                | 2015 | Alex & Sierra          | Welcome to Our Christmas Party |
| "Count on Christmas"          | 2017 | Nenhum                 | A Christmas Story Live!        |

## Vídeos Musicais
| Música                                | Ano               | Outro(s) artista(s)                  | Diretores(as)                  | Ref.              |
| Artista Principal                     | Artista Principal | Artista Principal                    | Artista Principal              | Artista Principal |
| ------------------------------------- | ----------------- | ------------------------------------ | ------------------------------ | ----------------- |
| "I Can't Stop Drinking About You"     | 2014              | Nenhum                               | Mike MiHail                    | [ 37 ]            |
| "I'm Gonna Show You Crazy"            | 2015              | Nenhum                               | Hannah Lux Davis               | [ 38 ]            |
| "Me, Myself & I"                      | 2015              | G-Eazy                               | Taj Stansberry                 | [ 39 ]            |
| "No Broken Hearts"                    | 2016              | Nicki Minaj                          | Dave Meyers                    | [ 40 ]            |
| "In the Name of Love"                 | 2016              | Martin Garrix                        | Emil Nava                      | [ 41 ]            |
| "I Got You"                           | 2017              | Nenhum                               | Dave Meyers                    | [ 42 ]            |
| "F.F.F."                              | 2017              | G-Eazy                               | Emil Nava                      | [ 43 ]            |
| "The Way I Are (Dance with Somebody)" | 2017              | Lil Wayne                            | Director X                     | [ 44 ]            |
| "Meant to Be"                         | 2017              | Florida Georgia Line                 | Sophie Muller                  | [ 45 ]            |
| "Home"                                | 2017              | Machine Gun Kelly X Ambassadors      | David Ayer                     | [ 46 ]            |
| "Push Back"                           | 2018              | Ne-Yo Stefflon Don                   | James Larese                   | [ 47 ]            |
| "Ferrari" (vertical video)            | 2018              | Nenhum                               | Jamaica Craft                  | [ 48 ]            |
| "I'm a Mess"                          | 2018              | Nenhum                               | Sophie Muller                  |                   |
| "Last Hurrah"                         | 2019              | Nenhum                               | Joseph Kahn                    |                   |
| Artista Convidada                     |                   |                                      |                                |                   |
| "Take Me Home"                        | 2013              | Cash Cash                            | DJay Brawner                   | [ 49 ]            |
| "Hey Mama"                            | 2015              | David Guetta Nicki Minaj Afrojack    | Hannah Lux Davis               | [ 50 ]            |
| "All the Way"                         | 2015              | Reykon                               | Mike Ho                        | [ 51 ]            |
| "Battle Cry"                          | 2015              | Havana Brown Savi                    | The Squared Division           | [ 52 ]            |
| "That's How You Know"                 | 2015              | Nico & Vinz Kid Ink                  | RJ Collins & Pasqual Gutierrez | [ 53 ]            |
| "Back to You"                         | 2017              | Louis Tomlinson Digital Farm Animals | Craig Moore                    | [ 54 ]            |
| "Girls"                               | 2018              | Rita Ora Cardi B Charli XCX          | Helmi                          | [ 55 ]            |
| "Say My Name"                         | 2018              | David Guetta J Balvin                | Hannah Lux Davis               |                   |